# Joaquín Fernández Cortina
Joaquín Fernández Cortina (Pendueles, 15 de noviembre de 1798 - Montejo de Liceras, 31 de mayo de 1854) fue un eclesiástico español. 

## Biografía

### Primeros años
Nacido en Asturias "de padres muy honrados", hizo sus primeros estudios tutelado por su tío, que fue canónigo en Jaén y después inquisidor en Granada, y los continuó en la Universidad de Irache para terminar doctorándose en 1824 en Leyes y Cánones en la de Valladolid. 
Canónigo doctoral de Murcia desde 1825, fue secretario de cámara y gobierno del cardenal Inguanzo, por aquel entonces arzobispo de Toledo. Viajó con él a Roma para asistir a los cónclaves de 1829 y 1830 en que fueron elegidos papas Pío VIII y Gregorio XVI, y cuando en 1835 decayó la salud del cardenal, Fernández fue nombrado gobernador eclesiástico de la archidiócesis, cargo que desempeñó hasta la muerte de Inguanzo en enero del año siguiente.

### Prisión
Fue por estas fechas que resultó encausado criminalmente en un proceso que supondría su retiro forzoso durante varios años:
eran los tiempos de la Primera Guerra Carlista, en la que Carlos María Isidro de Borbón pretendía arrebatar el trono de España a Isabel II, todavía menor de edad, y a la regente María Cristina de Borbón-Dos Sicilias. 
En este contexto Fernández hizo circular un rescripto de la Penitenciaría en el que se autorizaba la exención del pago de la bula de cruzada a los feligreses que así lo solicitaran, a cambio de que entregaran en concepto de limosna una cierta cantidad que debía ser establecida por el confesor; 
el caso era que de esta manera el erario público perdía unos ingresos de dinero importantes en un momento de grave inestabilidad política y crisis económica, y si bien en el juicio no se demostró que el dinero recaudado fuera a mantener a las fuerzas carlistas, fue hallado culpable de usurpar las regalías de la corona y condenado a seis años de cárcel, que cumplió primero en Madrid y después en Cádiz; posteriormente fue autorizado a residir en Sevilla y Jaén, donde su hermano Lorenzo era canónigo doctoral.

### Rehabilitación y obispado
Regresó a Toledo en 1844, y poco después fue nombrado vicario eclesiástico de Madrid y vocal de la junta de dotación del culto y clero, que estaba preparando el Concordato con la Santa Sede que se haría efectivo en 1851. 
En agosto de 1847 la reina Isabel le presentó para ocupar el obispado de Sigüenza; fue preconizado en Roma en octubre por Pío IX, y recibió la consagración en febrero del año siguiente en la iglesia de San Isidro de Madrid de manos del nuncio Giovanni Brunelli, asistido por el arzobispo de Toledo Juan José Bonel y por el de Burgos Ramón Montero, siendo su padrino el marqués de Gastañaga.
Después de la guerra civil, la desamortización de Mendizábal y la larga vacante desde el fallecimiento del obispo Manuel Fraile once años antes, su episcopado estuvo orientado al restablecimiento de la disciplina eclesiástica, y al envío de misioneros a los principales pueblos del obispado, la restitución a la diócesis por parte del gobierno del convento de San Francisco y del colegio de San Jerónimo, y la adquisición del colegio de San Antonio. 
Fue condecorado con la gran cruz de la Orden de Isabel la Católica, y nombrado prelado doméstico de Pío IX y asistente al solio pontificio. 
Dado su estado de salud, que acusaba el frío de Sigüenza, en 1850 estuvo propuesto su traslado a la diócesis de Jaén o a la de Málaga, que no llegó a verificarse.
Fallecido a los cincuenta y seis años de una pulmonía cuando se encontraba haciendo una visita pastoral en Montejo, fue sepultado en la capilla mayor de la Catedral de Sigüenza tal como había dejado dispuesto en su testamento; a petición de su hermano, su corazón, pulmones e intestinos fueron enviados a la iglesia de San Acisclo de su pueblo natal, y a requerimiento del ayuntamiento de Montejo, su cerebro lo fue a esta localidad.